# Association francophone de gestion des ressources humaines
L'Association francophone de gestion de ressources humaines ou AGRH est une société académique de langue française qui regroupe des enseignants-chercheurs et des experts en  sciences de gestion de pays francophones (Europe, Afrique, Amérique du Nord, Proche et Moyen-Orient…) spécialisés en gestion des ressources humaines (GRH). Elle rassemble environ 1 000 membres dont trois quarts d’entre eux sont des enseignants-chercheurs en poste dans des universités, grandes écoles ou établissements d’enseignement supérieur en France et à l’étranger.

## Statut
L’AGRH a le statut de droit français d’association loi 1901 avec un siège à Paris (bureau de la Fondation nationale de l’enseignement en gestion d’entreprise - FNEGE). Son président fondateur est Jacques Igalens, professeur à l’université de Toulouse et ancien directeur de la Toulouse Business School.  Elle a été créée en France en 1989 avec le soutien de la FNEGE. Cette création correspond au développement des sciences de gestion comme discipline universitaire avec un corps d’enseignants-chercheurs distinct de celui des sciences économiques. L’AGRH est membre du collège scientifique de la FNEGE dont une des fonctions est d’établir le classement des revues scientifiques. Dans les dernières décennies, l’AGRH s’est établie comme association internationale francophone. Elle dispose d’un réseau de collègues ambassadeurs dans une vingtaine de pays afin de développer des liens avec les communautés scientifiques nationales.

## Mission
La mission de l’AGRH consiste à stimuler, diffuser et valoriser le savoir scientifique dans le domaine de la gestion des ressources humaines.  Au sein des sciences de gestion, la gestion des ressources humaines correspond à un champ de recherche pluridisciplinaire qui étudie entre autres les pratiques de gestion des emplois et des compétences, de la diversité, de rémunération et de carrières, de performance individuelle et collective, et de relations professionnelles dans les organisations publiques et privées. La communauté de chercheurs en GRH mobilise des cadres conceptuels pour étudier les pratiques de travail et d’encadrement ainsi que les interactions entre acteurs organisationnels, cadres conceptuels pouvant venir d’autres disciplines comme par exemple l’anthropologie, la psychologie sociale, la sociologie des organisations ou l’économie du travail. Dans la communauté, on trouvera également une grande diversité d’approches méthodologiques comme par exemple l’ethnographie, la psychométrie, la recherche-intervention ou la modélisation économétrique.

## Activités
Pour remplir sa mission, l'AGRH organise annuellement des journées d'études associées à des groupes de recherche thématiques ainsi qu’un congrès scientifique. Les congrès sont organisés en France (à Paris, Lyon, Strasbourg…) et dans d’autres villes de pays francophones (Montréal, Marrakech, Dakar, Fribourg, Liège…) en coopération avec les institutions et universités locales. Ils rassemblent entre 200 et 400 participants selon les années. 
L’AGRH attribue également chaque année deux prix de thèse de doctorat, le prix AGRH de la FNEGE et le prix AGRH Didier Retour.
Pour ses publications, l’association est partenaire de deux revues scientifiques à comité de lecture : la revue gestion des ressources humaines (créée en 1991) et la revue @grh (créée en 2011 par l’association), toutes deux référencées dans les classements de revues académiques du CNRS et de la FNEGE. L’association publie également une série d’ouvrages aux éditions Vuibert.

## Ouvrages de la collection AGRH aux éditions Vuibert
- Le leadership. Enjeux et pratiques. Coordonné par : Florence Noguera, Jean-Michel Plane, Editions Vuibert, 2016.
- RH, RSE et territoires. Défis théoriques, réalisations pratiques. Coordonné par : Isabelle Bories-Azeau, Christian Defelix, Anne Loubes et Odile Uzan, Editions Vuibert, 2015.
- La délégation managériale. Levier de compétences et de développement stratégique. Coordonné par : Didier Retour, Thierry Picq, Christian Defelix, Ewan Oiry, Editions Vuibert, 2015.
- Gérer les RH dans les PME. De la théorie à la pratique. Coordonné par : Marc-André Vilette, Editions Vuibert, 2014.
- La gestion des carrières. Populations et contextes. Coordonné par : Françoise DANY, Laetitia Pihel et Alain Roger, Editions Vuibert, 2013.
- Risques psychosociaux, santé et sécurité au travail : une perspective managériale. Coordonné par : Emmanuel Abord de Chatillon, Olivier Bachelard et Stéphanie Carpentier, Editions Vuibert, 2012.
- GRH et Mondialisation : nouveaux contextes, nouveaux enjeux. Coordonné par : Didier Cazal, Françoise Chevalier, Eric Davoine et Pierre Louart, Editions Vuibert, 2011.
- La GRH dans les PME. Coordonné par Pierre Louart et Marc-André Vilette. Editions Vuibert, 2010[8]
- Pratiques de GRH dans les pays francophones, 48 études de cas. Coordonné par : Françoise Chevalier, Editions Vuibert, 2010.
- Temps du travail et GRH. Coordonné par : Jean-Yves Duyck, Editions Vuibert, 2010.
- Gestion des compétences Nouvelles relations, nouvelles dimensions. Coordonné par : Didier Retour, Thierry Picq, Christian Defelix, Editions Vuibert, 2009.
- En âge de travailler : recherches sur les âges au travail. De : Stéphane Bellini et Jean-Yves Duyck, Editions Vuibert, 2009.
- Le management des ressources humaines dans la grande distribution. Coordonné par : Christophe Vignon, Editions Vuibert, 2009.
- La recherche-intervention peut-elle être socialement responsable ? De : François Pichault, Olivier Lisein, Giseline Rondeaux, Virginie Xhauflair, Editions Vuibert, 2008.
- La GRH au kaléidoscope. Coordonné par : Martine Brasseur, Ariel Mendez, Editions Vuibert, 2008.
- GRH et genre, les défis de l’égalité hommes-femmes. Coordonné par : Annie Cornet, Jacqueline Laufer, Sophia Belghiti-Mahut, Editions Vuibert, 2008.
- Management et conduite de soi. Enquête sur les ascèses de la performance. Coordonné par Eric Pezet, Editions Vuibert, 2007.
- Restructurations d’entreprise : regards croisés. Sous la direction de : José Allouche, Janine Freiche, Editions Vuibert, 2007.
- Nouveaux regards sur la gestion des compétences. Sous la direction de : Christian Defelix, Alain Klarsfeld, Ewan Oiry, Editions Vuibert, 2006.
- e-RH, réalités managériales. Sous la direction de Michel Kalika, Editions Vuibert, 2005.
- Perspectives sur la GRH au Maghreb, Algérie-Maroc-Tunisie. Sous la direction d'Aline Scouarnec, Zahir Yanat, Editions Vuibert, 2005.
- La Gestion des carrières. Enjeux et perspectives. Sous la direction de Jean-luc Cerdin, Sylvie Guerrero, Alain Roger, Editions Vuibert, 2004.
- Gérer les compétences. Instruments aux processus. Sous la direction de Alain Klarsfeld, Ewan Oiry, Editions Vuibert, 2003.